# The Yellow Birds
Pour plus de détails, voir Fiche technique et Distribution.
The Yellow Birds est un film américain réalisé par Alexandre Moors, présenté en 2017 au Festival du film de Sundance et sortie en 2018.

## Synopsis
Le scénario, tiré du roman Yellow Birds de Kevin Powers paru en 2012, suit l'avancée de deux jeunes soldats lors de la guerre d'Irak.

## Fiche technique
- Titre original : The Yellow Birds
- Réalisation : Alexandre Moors
- Scénario : David Lowery, d'après Yellow Birds de Kevin Powers
- Direction artistique : Annie Beauchamp
- Décors : Amy Morrison
- Costumes : Ann Roth et Donna Maloney
- Photographie : Daniel Landin
- Montage : Joe Klotz
- Musique : Adam Wiltzie
- Production : Courtney Solomon, Mark Canton, Jeff Sharp, Kristin Hahn et Jennifer Aniston
- Sociétés de production : Cinelou Films, Story Mining & Supply Co et Echo Films.
- Société de distribution : Saban Films
- Pays d’origine :  États-Unis
- Langues originales : anglais et arabe
- Format : couleur
- Genre : guerre
- Durée : 94 minutes
- Dates de sortie : 15 juin 2018

## Distribution
- Jack Huston : Sergent Sterling
- Alden Ehrenreich : Brandon Bartle
- Tye Sheridan : Daniel Murphy
- Jennifer Aniston : Maureen Murphy
- Toni Collette : Amy Bartle
- Jason Patric : Capitaine Anderson
- Rhoda Griffis : Sheryl
- Nikolai Kinski : Le prêtre
- Olivia Crocicchia : Tess
- Carrie Wampler : Jenny Smith
- Robert Pralgo : Frank
- Aylin Tezel : Claudia
- Renée Willett : Claire
- Carter Redwood : Lenny Crockett
- Henry Leroy-Salta : Cole Dentler
- Colton Medlin : Luke
- Daniel Jose Molina : Manolo Vasquez
- Mikey Collins : Whitaker

## Production

### Genèse et développement
David Lowery qui a fait l'adaptation du livre pour le scénario devait réaliser le film à l'origine.

### Casting
Dans un premier temps, Benedict Cumberbatch avait été choisi pour incarner le sergent Sterling et Will Poulter devait jouer Brandon Bartle. Après plusieurs conflits d'emplois du temps, c'est finalement Jack Huston qui a été sélectionné dans le rôle du Sergent Sterling, Alden Ehrenreich dans le rôle de Brandon Bartle et Alexandre Moors à la réalisation du film.

### Tournage
Le tournage a débuté au Maroc en octobre 2015,, puis s'est poursuivi de décembre à fin janvier 2016 à Atlanta (Géorgie, Etats-Unis).

## Distinctions

### Nominations et sélections
- Sélection au Festival du film de Sundance 2017
  - Nomination au Grand prix du jury du Festival de Sundance dans la catégorie U.S. Dramatic
- Sélection au Festival international du film d'Édimbourg 2017
  - Nomination à l'Audience Award
- Présentation au Festival international du film des Hamptons 2017
- Présentation au Festival du cinéma américain de Deauville 2017

### Récompenses
- U.S. Dramatic Special Jury Award for Best Cinematography au Festival du film de Sundance 2017
- Prix du public au Festival International War on Screen 2017